# Mr.ブルックス 完璧なる殺人鬼
『Mr.ブルックス 完璧なる殺人鬼』（ミスターブルックス かんぺきなるさつじんき、原題: Mr. Brooks）は、2007年のアメリカ映画。 ブルース・A・エバンス監督・脚本、ケビン・コスナー製作・主演作品。

## あらすじ
オレゴン州ポートランドで、2年間沈黙していた連続殺人が再び発生した。世間を震撼させたこの事件の犯人は、実業家として名高いアール・ブルックス。彼はもう1人の人格であるマーシャルの誘惑に負け、殺人を続けるのだった。しかし、犯行時にカーテンが開いていたことから、彼のオフィスに犯行の瞬間を捉えた写真が送られてくる。

## キャスト
| 役名                                        | 俳優                             | 日本語吹替 |
| ------------------------------------------- | -------------------------------- | ---------- |
| ミスター・ブルックス "サムプリント・キラー" | ケビン・コスナー                 | 仲野裕     |
| トレイシー・アトウッド                      | デミ・ムーア                     | 深見梨加   |
| バファート "ミスター・スミス"               | デイン・クック                   | 乃村健次   |
| マーシャル                                  | ウィリアム・ハート               | 菅生隆之   |
| エマ・ブルックス                            | マーグ・ヘルゲンバーガー         | 福田如子   |
| ジェーン・ブルックス                        | ダニエル・パナベイカー           | 川庄美雪   |
| ホーキンス                                  | ルーベン・サンティアゴ＝ハドソン | 佐々木省三 |
| ナンシー・ハート                            | アイシャ・ヒンズ                 | 野沢由香里 |
| キャプテン・リスター                        | リンゼイ・クローズ               | 一城みゆ希 |
| ジェシー・ヴィアーロ                        | ジェイソン・ルイス               |            |
| シェイラ                                    | レイコ・エイルスワース           | 瀬尾恵子   |
| ソートン・ミークス "ハングマン"             | マット・シュルツ                 | 山口りゅう |
| スモルニー                                  | マーカス・ヘスター               | 高橋研二   |

- その他の声の吹き替え：福山廉士／向井修／田中晶子／荻野晴朗／角田紗里

## スタッフ
- 監督:  ブルース・A・エバンス
- 脚本:  ブルース・A・エバンス、レイノルド・ギデオン
- 製作: ジム・ウィルソン、 ケビン・コスナー、レイノルド・ギデオン
- 製作総指揮: サム・ナザリアン、アダム・ローゼンフェルト、マーク・シャバーグ、トマス・オーグスバーガー
- 撮影監督: ジョン・リンドリー
- 美術: ジェフリー・ビークロフト
- 編集: ミクロス・ライト
- 音楽: ラミン・ジャヴァディ
- 衣装: ジュディアナ・マコフスキー
- キャスティング: ミンディ・マリン